# Ioan Tănăsescu
Ioan Tănăsescu (Boekarest, 23 februari 1892 - aldaar, 28 december 1959) was een Roemeens scheikundige die bekendstaat om zijn onderzoek naar stikstofbevattende heterocyclische verbindingen.
Tănăsescu studeerde aan de universiteiten van Boekarest en Cluj. Aan deze laatste bouwde hij een universitaire carrière uit, met zijn uiteindelijke benoeming tot professor in 1930. Hij stierf in 1959.
Het meeste bekendheid heeft Tănăsescu verworven door zijn onderzoek naar stikstofbevattende heterocyclische verbindingen, met dan acridine in het bijzonder. Steunend op zijn onderzoek in dit veld heeft hij een methode ontdekt om vanuit 2-nitrobenzaldehyden en aromaten acridonen te synthetiseren. De reactie is deels naar hem genoemd en staat bekend als de Lehmsted-Tanasescu-reactie.